# Red Hat Network
Red Hat Network (RHN) — это Интернет-решение компании Red Hat для управления одной или несколькими системами Red Hat Linux или Red Hat Enterprise Linux.
Все сообщения о нарушениях безопасности (Security Alerts), исправленных ошибках (Bug Fix Alerts) и улучшениях (Enhancement Alerts), вместе называемые «Сообщения об ошибках» (Errata Alerts), можно получить непосредственно с сайта Red Hat, воспользовавшись отдельным приложением Агент обновлений Red Hat (Red Hat Update Agent), или с сайта RHN.
Исполнительный директор Red Hat Джим Уайтхерст (Jim Whitehurst) заявил о планах по открытию исходного кода RHN.